# Juan Gualberto Mendieta
Juan Gualberto Mendieta (Virreinato del Perú, siglo XVIII - Perú, siglo XIX) fue un político peruano. 
Fue senador de la República del Perú por el departamento del Cusco en 1829 durante el primer gobierno del Mariscal Agustín Gamarra. 